# Dismorphia thermesina
Dismorphia thermesina är en fjärilsart som först beskrevs av Carl Heinrich Hopffer 1874.  Dismorphia thermesina ingår i släktet Dismorphia och familjen vitfjärilar. Inga underarter finns listade i Catalogue of Life.